# Hjo trivialskola
Hjo trivialskola var en gymnasieförberedande skola, trivialskola/pedagogi, i Hjo som verkade till 1 juli 1893.
1822 omtalas skolan som en pedagogi och som en (mindre) lärdomsskola 1837.
År 1877 tas skolan upp som en tvåklassig pedagogi som funnits som sådan sedan 1856 och 1888 som en pedagogi med 9 elever .
Pedagogin som aldrig var elementarläroverk och inte blev lägre allmänt läroverk 1879, lades ner 1 juli 1893 och efterföljdes 1897 av den samskola som senare ombildades till Hjo samrealskola.